# Balaton InterCity
A Balaton InterCity egy Budapest és Keszthely között 2 óránként közlekedő vasúti járat. Téli szezonban a járat Hibrid-IC-ként közlekedik. Nyári szezonban viszont helyjegy és kerékpárhelyjegy foglalása kötelező.

## Történet

### 1968-2008 között
1968-as nyári menetrendben indult el az első vonat expresszvonatként. A vonat csak nyári szezonban közlekedett. Ekkoriban kevesebb helyen állt meg.
1997-től InterCityként közlekedik tovább. Ekkor csak Siófok, Fonyód és Balatonszentgyörgyön állt meg . Később megállt még Balatonföldvár, Balatonlelle és Balatonbogláron.
2007-es nyári menetrendben Kvarner InterCity-vel egyesítve közlekedett Balatonszentgyörgyig. 2008-as nyári menetrendben Keleti pályaudvar–Keszthely–Szombathely– Sopron–Bécsújhely–Bécs viszonylatban közlekedett, Szombathely és Bécs között a Corvinus IC-vel egyesítve. 2009-től már nem közlekedik, helyette gyorsvonatok közlednek.

### 2015-től
2015-ös nyári szezontól újra közlekedik expresszvonatként 2 óránként, ebből 1 pár Keszthely helyett Nagykanizsára. 2018-ban elindul Nagykanizsára a Tópart Expressz, így innentől már ismét minden vonat Keszthelyre közlekedik.
2020. szeptember 28-tól ismét InterCityként közlekedik egész évben. Májustól szeptemberig ismét továbbít étkezőkocsit.

## Útvonal
A vonat Budapest-Déli pályaudvarról indul Székesfehérvár, Siófok és Fonyód érintésével közlekedik.

## Megállóhelyei
| Megállóhelyek                       |
| ----------------------------------- |
| 1. Budapest-Déli                    |
| 2. Budapest-Kelenföld               |
| 3. Székesfehérvár                   |
| 4. Lepsény (csak a 860 számú vonat) |
| 5. Siófok                           |
| 6. Zamárdi                          |
| 7. Balatonföldvár                   |
| 8. Balatonszárszó                   |
| 9. Balatonszemes                    |
| 10. Balatonlelle                    |
| 11. Balatonboglár                   |
| 12. Fonyód                          |
| 13. Balatonfenyves                  |
| 14. Balatonmáriafürdő               |
| 15. Balatonberény                   |
| 16. Balatonszentgyörgy              |
| 17. Keszthely                       |

## Vonatösszeállítás
Vonatösszeállítás 2024. december 14-étől:
| Kocsiszám | Típus                          |
| --------- | ------------------------------ |
|           | MÁV V43 villanymozdony         |
|           | MÁV 480 villanymozdony         |
|           | MÁV 630 villanymozdony         |
| 7         | START By/Byee (szükség esetén) |
| 6         | START By/Byee (szükség esetén) |
| 5         | START By/Byee                  |
| 4         | START By/Byee                  |
| 3         | START Byd/Bydee                |
| 2         | START Bpee                     |
| 1         | START Amz                      |